# 충현서원 유적
충현서원 유적(忠賢書院 遺蹟)은 대한민국 충청남도 공주시 반포면 공암리에 있는 조선시대의 충현서원의 유적이다. 1984년 7월 26일 충청남도의 기념물 제46호로 지정되었다.

## 개요
조선시대의 학자인 서기(1523∼1591)가 중국의 주자를 추모하기 위해 세운 서원이다.
서기는 서경덕, 이지함에게서 가르침을 받고 지리산과 계룡산에서 후진 양성에 전념한 인물이다. 처음에는 ‘박약재’라는 이름으로 세우고 이존오·이목·성제원 등을 추가로 모셨는데 임진왜란으로 소실되었다. 광해군 2년(1610)에 복원하고 조헌을 추가로 모셨으며 인조 3년(1625)에 나라에서 인정한 사액서원으로 ‘충현’이라는 이름을 받았다. 그 뒤 김장생·송준길·송시열 등의 위패를 추가로 모시고 지방 유생들을 교육하는 기능도 함께 수행해 오던 중 흥선대원군의 서원철폐령으로 고종 8년(1871)에 폐쇄되었다. 지금 있는 건물은 1976년 새로 복원한 것이다.
대전∼공주간 국도에 인접하여 세운 이 서원은 사당과 재실, 서원의 유래를 적은 비석들로 구성된 조촐한 규모이다. 사당은 앞면 3칸·옆면 2칸 크기인데 안쪽에는 주자의 영정을 중심으로 좌우에 7현의 위패를 모시고 있다.
이곳에서는 해마다 3월과 9월에 제사를 지낸다.

## 참고 자료
- 충현서원유적 - 국가유산청 국가유산포털